# Rafael Leão
Rafael Alexandre da Conceição Leão (Almada, 1999. június 10. –) (kiejtés: [ʁɐfɐˈɛɫˈljɐ̃w̃], kb. "röföel ljöun") portugál válogatott labdarúgó, az AC Milan játékosa.

## Pályafutása

### Klubcsapatokban
Az angolai származású Leão Setúbal körzetben, Almadaban született. Kilenc éves korában csatlakozott a Sporting ifjúsági akadémiájához.  2017. május 21-én, még mindig juniorként debütált a tartalékcsapatban, csereként beállva a Braga második csapata elleni 1–1-es bajnokin.
2018. február 11-én mutatkozott be a lisszaboni csapatban, a CD Feirense elleni 2–0-s győzelem alkalmával az utolsó 21 percre cserélte be  Jorge Jesus vezetőedző. Március 2-án az első félidőben a megsérülő Seydou Doumbia helyére állt be az FC Porto ellen és néhány perccel később gólt szerzett, ezzel a legfiatalabb gólszerzővé válva a két csapat mérkőzéseinek történetében.
2018. június 14-én Leão egyoldalúan felmondta szerződését a csapattal, a korábban a  klub játékosai és annak szurkolói közti atrocitások miatt, aminek következtében több játékos is elhagyta a klubot.
2018. augusztus 8-án a francia első osztályú Lille játékosa lett. Öt évre szóló szerződést írt alá. Második bajnoki mérkőzésén szerezte első gólját a csapatban. A szezon során 24 bajnokin nyolcszor volt eredményes a bajnokságban második helyen végző csapatban. 
2019. augusztus 1-jén Leão ötéves szerződést írt alá az olasz AC Milannal. 24 nappal később mutatkozott be az olasz bajnokságban Samu Castillejo cseréjeként a 75. percben az Udinese elleni 1–0-s vereség alkalmával. Szeptember 29-én meglőtte első gólját a Fiorentina ellen, de csapata így is 3–1 arányban kikapott.
2020. december 20-án megszerezte a Serie A történetének leggyorsabb gólját, mivel a kezdőrúgástól számított 6 másodpercen belül betalált a Sassulo kapujába. A találkozót a Milan 2–1-re nyerte meg.

### A válogatottban
Többszörös portugál utánpótlás válogatott. Az U21-es csapatban 2017. november 10-én, 18 évesen mutatkozott be. 2024. május 21-én Roberto Martínez szövetségi kapitány kihirdette 26 fős Európa-bajnoki keretét, amelyben ő is szerepelt.

## Játékstílusa
A portugál sajtó sokszor hasonlította a franciák világbajnok játékosához, Kylian Mbappé-hoz. Tiago Fernandes, aki a Sporting utánpótlásában dolgozott Rafael Leãóval, a francia L'Équipe újságnak úgy nyilatkozott, hogy véleménye szerint ő jobb volt ezen időszakában, mint az ötszörös aranylabdás Cristiano Ronaldo pályafutása ugyanazon, korai szakaszában.
Jorge Jesus, aki később az első csapatban edzője lett, azt mondta, hogy Leão emlékeztette őt a klub korábbi támadójának, Rui Jordãónak a játékára.

## Statisztika

### Klubcsapatokban
2020. december 20-án frissítve.
| Klub             | Szezon           | Bajnokság        | Bajnokság | Bajnokság | Kupa  | Kupa | Nemzetközi | Nemzetközi | Egyéb | Egyéb | Összesen | Összesen |
| Klub             | Szezon           | Bajnokság        | Mérk.     | Gól       | Mérk. | Gól  | Mérk.      | Gól        | Mérk. | Gól   | Mérk.    | Gól      |
| ---------------- | ---------------- | ---------------- | --------- | --------- | ----- | ---- | ---------- | ---------- | ----- | ----- | -------- | -------- |
| Sporting B       | 2016–17          | LigaPro          | 1         | 1         | —     | —    | —          | —          | —     | —     | 1        | 1        |
| Sporting B       | 2017–18          | LigaPro          | 11        | 6         | —     | —    | —          | —          | —     | —     | 11       | 6        |
| Sporting B       | Összesen         | Összesen         | 12        | 7         | —     | —    | —          | —          | —     | —     | 12       | 7        |
| Sporting         | 2017–18          | Primeira Liga    | 3         | 1         | 0     | 0    | 2          | 1          | —     | —     | 5        | 2        |
| Lille            | 2018–19          | Ligue 1          | 24        | 8         | 2     | 0    | —          | —          | —     | —     | 26       | 8        |
| AC Milan         | 2019–20          | Serie A          | 31        | 6         | 2     | 0    | —          | —          | —     | —     | 33       | 6        |
| AC Milan         | 2020–21          | Serie A          | 30        | 6         | 2     | 0    | 8          | 1          | —     | —     | 40       | 7        |
| AC Milan         | 2021–22          | Serie A          | 34        | 11        | 4     | 2    | 4          | 1          | —     | —     | 42       | 14       |
| AC Milan         | 2022–23          | Serie A          | 35        | 15        | 1     | 0    | 11         | 1          | 1     | 0     | 48       | 16       |
| AC Milan         | 2023–24          | Serie A          | 34        | 9         | 2     | 2    | 11         | 4          | —     | —     | 47       | 15       |
| AC Milan         | 2024–25          | Serie A          | 18        | 4         | 1     | 1    | 6          | 2          | 1     | 0     | 26       | 7        |
| AC Milan         | Összesen         | Összesen         | 182       | 51        | 12    | 5    | 40         | 9          | 2     | 0     | 236      | 65       |
| Karrier összesen | Karrier összesen | Karrier összesen | 221       | 67        | 14    | 5    | 41         | 9          | 2     | 0     | 278      | 81       |

## Sikerei, díjai
- AC Milan
  - Olasz bajnok: 2021–22
  - Olasz szuperkupa: 2024–25

## További információ
- Rafael Leão adatlapja a ForaDeJogo oldalán
- Portugál Liga profilja Archiválva 2021. június 5-i dátummal a Wayback Machine-ben (portugálul)
- National team data (portugálul)